# The Star (Malaysia)
The Star è un quotidiano pubblicato in Malaysia in lingua inglese. È pubblicato in un'edizione cartacea a pagamento e in un'edizione online gratuita. Il giornale è membro dell'Asia News Network e appartiene a Star Media Group Berhad. Questa è di proprietà perlopiù della Malaysian Chinese Association, un partito politico.

## Storia
La prima edizione fu pubblicata il 9 settembre 1971. Inizialmente The Star era disponibile solo nell'area di Penang. Il numero del 3 gennaio 1976 fu disponibile per l'acquisto in tutta la Malaysia per la prima volta. Nel 1976 fu aperto un altro ufficio a Kuala Lumpur, che divenne la sede del giornale nel 1978. L'attuale sede del giornale a Petaling Jaya è stata fondata nel 1981.
Fino al 1987, i resoconti del giornale erano considerati liberali. Il poeta Cecil Rajendra era un editorialista regolare. Questo orientamento ha portato al ritiro della licenza del giornale durante l'"Operazione Lalang" (Operasi Lalang) avviata da Mahathir bin Mohamad. Questi represse le voci critiche nei confronti del governo e iniziò a consolidare il suo potere. Il giornale riapparve nel marzo 1988, ma ora la cronaca era molto più favorevole al governo.
Con una tiratura di 250.000 copie, il giornale è oggi il giornale a pagamento più letto in Malesia. Anche l'edizione online gratuita è il quotidiano online più letto con oltre 100.000 lettori. Il successo del giornale ha messo sotto pressione altri giornali malesi. Anche il New Straits Times è passato al formato tabloid, usato dal The Star, per attirare nuovamente i lettori.
Il giornale è di proprietà, per la maggioranza, del partito conservatore di destra Malaysian Chinese Association. Questo è il terzo partito più grande della coalizione Barisan Nasional che governa la Malesia.